# Dominik Strycharski
Dominik Strycharski (ur. 1975) – polski kompozytor, flecista, wokalista, improwizator, performer i publicysta. Gra i komponuje współczesny jazz, w wielu elektrycznych i akustycznych odsłonach, muzykę współczesną, elektroniczną, posthiphop, noise a także różne odmiany improwizowanej muzyki, we własnym zespole Pulsarus. Zajmuje się także współczesnymi odmianami wokalistyki oraz jako jeden z niewielu w Polsce nowoczesnymi fletami prostymi.
Jest twórcą i założycielem zespołu Pulsarus, łączącego jazz z zaawansowaną elektroniką.
Jego ostatnie projekty to Myriad Duo, Prophetic Fall, Doministry.
Wydał kilkadziesiąt płyt z zespołami Pulsarus, Prophetic Fall, RHplus, Myriad Duo, Band Fx, Maz Klezmer Band, To Tu Orchestra, Intuition Orchestra, Babie Lato.
Jest twórcą muzyki teatralnej. Stworzył muzykę do wielu spektakli teatralnych korzystając w niej z wielu gatunków i stylistyk: dla Michała Zadary (Odprawa posłów greckich, Ifigenia), Wojciecha Klemma (UI, Piekarnia, Cement, Omyłka), Łukasza Kosa (Starość jest piękna, Kajtuś czarodziej), Katarzyny Raduszyńskiej oraz Natalii Sołtysik (dla Narodowego Starego Teatru w Krakowie, Teatru Powszechnego w Warszawie, Teatru Powszechnego w Bydgoszczy, Teatru im. Cypriana Kamila Norwida w Jeleniej Górze, Teatru Współczesnego we Wrocławiu, Teatru Polonia w Warszawie, Teatru Ateneum w Warszawie). W 2005 na XVII Międzynarodowym Festiwalu Lalek Spotkania w Toruniu otrzymał nagrodę za twórcze wykorzystanie nowych technologii w realizacji dźwięku w spektaklu Teatru Lalka Janosik. Naprawdę prawdziwa historia w reżyserii Łukasz Kosa.
Od roku 2001 współtworzy, jako kompozytor i wykonawca, Teatr Bretoncaffe, który był kilkukrotnie nagradzany (m.in. trzykrotnie Ministerstwo Kultury). Spektakle stworzone przez Teatr: „Lustro”, „Slam.In”, „S-nic”, „Slam.Out”, „T.Raum”, „Smuggy”, „Opera Toffi”, „Manifest Jaszczurki”. Prezentowane regularnie na festiwalach polskich i zagranicznych (Niemcy m.in. Berlin, a także Tallinn, Paryż, Budapeszt, Praga).
Tworzy również Doministry, wielowymiarowy solowy projekt, łączący współczesną muzykę elektroniczną, performance i elektro-ambient. Ten projekt stworzony jest w oparciu o głos i jego elektroniczną transformację. W projekcie tym niezwykle ważną rolę odgrywa również improwizacja, otwarta na wszelkie możliwe wpływy. Ostatnie występy to m.in. solo na V Festiwalu Turning Sounds – Gębofon.
Z DJ-em CueFx współtworzy producencki BandFx który ma na koncie debiutancki album wydany w internecie, a także jest członkiem Kostas New Progrram, z którym wydał trzy albumy oraz zagrał wiele koncertów.